# Leuchtturm Ladiņi
Der Leuchtturm Ladini ist ein Schifffahrtszeichen in den bewaldeten Dünen zwischen Bātciems (deutsch Badeort) und Lilaste, Bezirk Saulkrasti, Lettland gelegen. Er wurde zu Sowjetzeiten als Leuchtfeuer errichtet und trug ein Sektorenfeuer mit einer Breite von 159°. Inzwischen dient er nur noch eingeschränkt als Tageslichtmarke und als Funkturm. In den offiziellen Verzeichnissen wird er weiter als Leuchtfeuer geführt.